# Hadrianus IV
Hadrianus IV, född Nicholas Breakspear cirka 1100 i Hertfordshire, England, död 1 september 1159 i Anagni, var påve från den 4 december 1154 till sin död den 1 september 1159.

## Biografi
Nicolaus Breakspear var engelsman och enligt vissa källor av hög börd, men fadern Robert Breakspear levde under små omständigheter. Nicolaus Breakspear lämnade sitt hemland under barndomen för utbildning. Efter att ha inträtt i augustinorden, och efter studier i Paris och Arles, blev han år 1137 abbot i Rufusklostret vid Avignon.
Breakspear upphöjdes 1146 till kardinalbiskop av Albano och sändes 1152 av Eugenius III som legat till Norden för att ordna Sveriges och Norges kyrkliga förhållanden. Han besökte först Norge, varmed han inrättade ärkebiskopsstolen i Nidaros stift 1152, som han konsekrerade till Olav den helige. I Sverige lyckades han inte lösa frågan om att upprätta en ny ärkebiskopsstol; däremot lyckades han på ett möte i Linköping fastslå svenskarnas skyldighet att betala peterspenning. 
Kort efter sin återkomst till Rom i december 1154 valdes han till påve och antog då namnet Hadrianus IV. Han verkar ha utsetts till påve redan dagen efter Anastasius IV:s död. Han ärvde kampen mot Arnold av Brescia från företrädaren, som han med Fredrik I Barbarossas hjälp lyckades tillintetgöra. Hadrianus krönte därefter Fredrik till kejsare 1155, men tvingades av Roms uppretade befolkning att lämna staden med honom. Han återvände dit först följande år, vilket skedde till priset av att förläna sin fiende Vilhelm I av Sicilien med Sicilien, Apulien och Capua. 
Detta fredsslut ledde till misshälligheter mellan påven och kejsaren; misshälligheter som skärptes 1157, då Hadrianus i en skrivelse till Fredrik talade om kejsarkronan och de "beneficier", som Fredrik mottagit av påven. Det tvetydiga ordet beneficium, som både kan betyda ’län’ och ’välgärning’, framkallade stor förbittring som tvingade Hadrianus, som samtidigt hotades av grekerna och av uppror i Rom, att i en ny skrivelse ge uttrycket den senare tolkningen (1158). Samma år lät kejsaren, som såg påvens eftergift som en svaghet, på en riksdag på de Ronkaliska fälten fastställa de kejserliga rättigheterna. Fiendskapen uppblossade nu på nytt och nådde snart en sådan häftighet att Hadrianus beredde sig att bannlysa kejsaren, då han avled i Anagni den 1 september 1159. 
År 1156 besöktes Hadrianus av Johannes av Salisbury i Benevento, och genom honom sände påven en investiturring i guld med smaragder, till kung Henrik II av England vilket enligt Johannes gav kungen jurisdiktion över Irland. Såvida inte Johannes vittnesmål om detta är en interpolation, bör alltså Hadrianus ha förlänat den engelske kungen Irland. 
Hadrianus, den ende engelsman som bestigit påvestolen, var en lidelsefull kämpe för den påvliga universalmonarkins idé.